# Dreisamniederung
Das Landschaftsschutzgebiet Dreisamniederung ist ein mit Verordnung der Unteren Naturschutzbehörde beim Landratsamt Breisgau-Hochschwarzwald vom 10. September 1982 ausgewiesenes Landschaftsschutzgebiet (LSG-Nummer 3.15.016).

## Lage und Beschreibung
Das 1577,7388 Hektar große Landschaftsschutzgebiet liegt nordöstlich von Freiburg im Breisgau zwischen den Gemeinden Bötzingen und March. Das Gebiet gehört zum Naturraum Freiburger Bucht.
Laut Steckbrief handelt es sich um die Niederung von Dreisam und Glotter als einheitlicher ökologischer Ausgleichsraum; vielfältig gegliedertes Landschaftsbild als Lebensraum artenreicher Tier- und Pflanzengemeinschaften; Erholungsraum.
Das Landschaftsschutzgebiet hat Anteile am FFH-Gebiet Mooswälder bei Freiburg und es hat Anteile am Vogelschutzgebiet Südschwarzwald. Im Süden grenzt das Gebiet an das Landschaftsschutzgebiet Mooswald.

## Schutzzweck
Wesentlicher Schutzzweck ist
- Die Erhaltung und Sicherung eines leistungsfähigen Naturhaushalts in der Dreisam- und Glotterniederung und ihrer angrenzenden Freiflächen als zusammenhängender einheitlicher ökologischer Ausgleichsraum
- die Erhaltung des charakteristischen Landschaftsbildes mit einer vielfältigen Gliederung von Wald- und Feldfluren als  Lebensraum artenreicher Tier- und Pflanzengemeinschaften und als Erholungsraum für die Allgemeinheit.[3]